# Cryptandra ciliata
Cryptandra ciliata är en brakvedsväxtart som beskrevs av Anthony R. Bean. Cryptandra ciliata ingår i släktet Cryptandra och familjen brakvedsväxter. Inga underarter finns listade i Catalogue of Life.